# Liste des distinctions de T.I.
 (septembre 2011).
Si vous disposez d'ouvrages ou d'articles de référence ou si vous connaissez des sites web de qualité traitant du thème abordé ici, merci de compléter l'article en donnant les références utiles à sa vérifiabilité et en les liant à la section « Notes et références ».
Liste des récompenses et nominations de T.I., de son vrai nom Clifford Joseph Harris Jr. (né en 1980), rappeur, acteur et producteur de films et de musique américain.
- 2004: Vibe Awards - Vainqueur - Best Street Anthem "Rubberband Man"
- 2005: Vibe Awards - Vainqueur - Best Street Anthem "You Don't Know Me"
- 2005: BET Awards - Vainqueur - Most Stylish Male
- 2006: BET Awards - Vainqueur - "Best Male Hip Hop Artist"
- 2007: RIAA - "What You Know" Est Certifié Double Disque De Platine

## American Music Awards
- 2007
  - Favorite Rap/Hip-Hop Male Artist (Gagné)
  - Favorite Rap/Hip-Hop Album (Gagné)

- 2006
  - Favorite Rap/Hip Hop Male Artist (Désigné candidat)
  - Favorite Rap/Hip-Hop Album (King) (Désigné candidat)

- 2005
  - Favorite Rap/Hip-Hop Album (Urban Legend) (Désigné candidat)

## BET Awards
- 2009
  - Video Of The Year "Live Your Life» avec Rihanna (nommé)
  - Best Male Hip-Hop Artist (nomination)
  - Viewer's Choice pour "Live Your Life» avec Rihanna (Gagné) 
  - Meilleure collaboration pour "Live Your Life» avec Rihanna (nommé)
  - Meilleure collaboration pour "Ain't I» avec Yung LA et Young Dro (nommé)

- 2007
  - Best Male Hip-Hop Artist (Gagné)
- 2006
  - Best Male Hip-Hop Artist (Gagné)
  - Viewer's Choice (Proposé)

- 2005
  - Viewer's Choice for « Soldier » (Proposé)
  - Best Male Hip-Hop Artist (Proposé)
  - Best Collaboration for « Soldier » (Proposé)

## BET Hip Hop Awards
- 2006
  - Hip Hop Video Of The Year (What You Know) (Gagné)
  - Hip Hop MVP Of The Year (Gagné)
  - Hip Hop CD Of The Year (King) (Gagné)
  - Best Hip Hop Movie (ATL : Director Chris Robinson) (Gagné)
  - Element Award : Lyricist Of The Year (Proposé)
  - Best Live Performance (Proposé)
  - Hip Hop Hustler Award (Proposé)
  - Best Collabo (Shoulder Lean with Young Dro) (Proposé)
  - Hip Hop Track Of The Year (What You Know) (Proposé)

- 2007
  - Best Ringtone (Big Things Poppin') (Gagné)
  - Attel People's Champ (We Takin' Over) (Proposé)
  - Best Lyricist (Proposé)

- 2009
  - Best Collabo (Dead and Gone) avec Justin Timberlake (Gagné)

## Grammy Awards
- 2008
  - Best Rap Song – « Big Things Poppin' (Do It) » (Proposé)
  - Best Rap Album – « T.I. vs. T.I.P. » (Proposé)
  - Best Rap Solo Performance – « Big Things Poppn' (Do It) » (Proposé)

- 2007

- - Best Rap/Sung Collaboration – « My Love » with Justin Timberlake (Gagné)

- 2006

- - Best Rap Album – « King » (Proposé)
  - Best Rap Song – « What You Know » (Gagné)

## MTV Music Video Awards
- 2007
  - Male Artist Of the Year (Proposé)

- 2006
  - Best Male Video (Proposé)
  - Best Rap Video (Proposé)

- 2005
  - Best Rap Video (Proposé)

- 2009
  - Best Male Vidéo pour « Live Your Life » avec Rihanna

## Vibe Awards
- 2007
  - Hip Hop Artist of the Year (Proposé)
  - Best Collabo « We Takin' Over » (Nommé)
  - V-Style (Proposé)
  - V-Hollywood (Proposé)

- 2005
  - Best Street Anthem « You Don't Know Me » (Gagné)
  - Best Rapper (Proposé)
  - Club Banger for « Bring Em Out » (Proposé)
  - Coolest Collabo for « Soldier » (Proposé)

- 2004
  - Best Street Anthem « Rubberband Man » (Gagné)